# Zbylut z Wąsosza

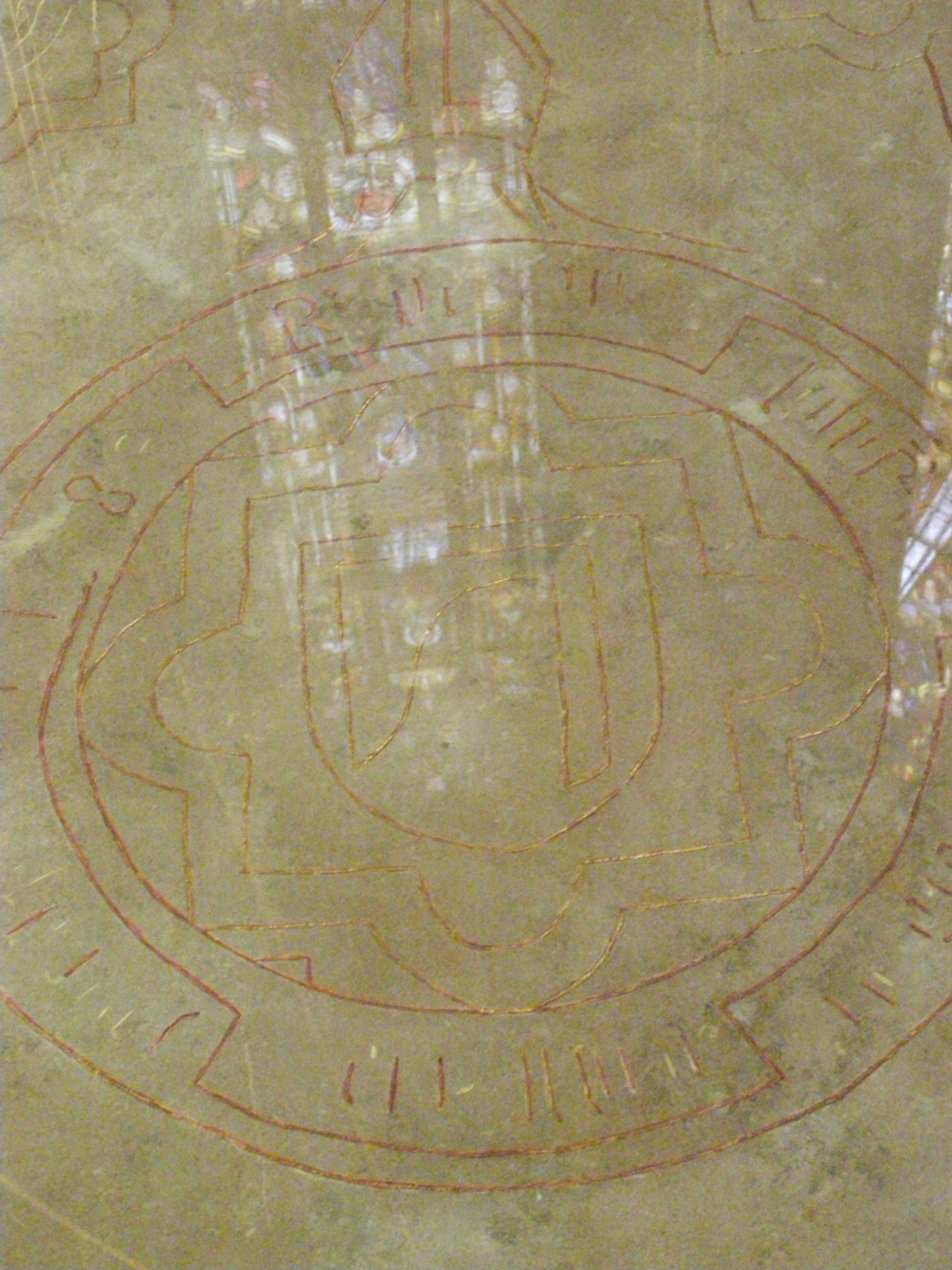
Epitafium Zbyluta Pałuki we włocławskiej katedrze

Zbylut Pałuka z Wąsosza herbu Topór (zm. 1383 roku) – biskup kujawsko-pomorski w latach 1364-1383, zastąpił na urzędzie swego stryja Macieja z Gołańczy, prepozyt kapituły włocławskiej i kapelan Elżbiety Łokietkówny. Datę śmierci 31 lipca 1383 podaje Wł. Semkowicz, Ród Pałuków na s.67 [217] m.in. za Jankiem z Czarnkowa, MPH t.II s.744 - Semkowicz dostępny np. na https://polona.pl/item/rod-palukow,MTIxODE4ODM0/6/#info:metadata
Brat Sędziwoja, przedstawiciel rodu Pałuków.
W czasie jego urzędowania wybudowano murowany zamek na Biskupiej Górce koło Gdańska.